# 山形県青年の家
山形県青年の家（やまがたけんせいねんのいえ）は、山形県天童市にある社会教育施設。日帰り及び宿泊研修ができ、学校利用の他、子供会や学生の利用、一般や企業研修等も5名以上で利用可能。

## 概要
青少年が規律ある共同生活をとおして学習や体育などの研修、レクリエーション、創作活動などを行い、自主性と創造力の豊かな社会人となることを願い山形県によって設立された。

## 施設

### 宿泊室
最大214名宿泊可能
- 2階
  - 定員8名×7室（2段ベッド）、202号室（和室）、第5研修室（和室）、第6研修室（和室）
- 3階
  - 定員8名×15室（2段ベッド）、講師室（和室）、研修準備室（和室）

### 研修室
- 大研修室（135人）
- 第1研修室（48人）
- 第2研修室（36人）
- 第3研修室（30人）
- 第4研修室（36人）
- 第5研修室（和室14畳。第6研修室とつなげることも可能）
- 第6研修室（和室18畳。第5研修室とつなげることも可能）

### 体育館
フロアーサイズ：30ｍ×20ｍ
- バスケットボールコート 1面（ミニバスケ用ゴールリングはないので注意）
- バレーボールコート 1面
- バドミントンコート 3面

### 食堂
106名まで一斉に利用可能。

### 談話室
館内に3ヵ所。

## 休所日
- 国民の祝日
- 年末年始
- その他施設整備日

※4月29日 - 5月5日までの間の祝日・休日及び海の日、体育の日は開所。

## 周辺
- 舞鶴山

## 交通アクセス
- 電車・新幹線
  - JR天童駅より徒歩約8分。
- 山交バス
  - 山形⇒天童⇒楯岡線「青年の家前」下車→徒歩約3分。
- 車
  - 国道13号山形バイパスより約5分。